# Collari d'oro al merito sportivo 2008
La cerimonia di premiazione dei Collari d'oro al merito sportivo del 2008 si è svolta il 17 dicembre 2008 nel salone d'onore del Comitato olimpico nazionale italiano alla presenza tra gli altri del presidente del CONI Gianni Petrucci e del sottosegretario alla presidenza del consiglio Gianni Letta.
Sono stati premiati 33 atleti relativamente agli anni 2007 e 2008 e quindici società sportive per gli anni 2006, 2007 e 2008.

## Collari d'oro al merito sportivo
Sono stati premiati con il collare d'oro al merito sportivo 23 atleti e quindici società.

### Atleti
- Atletica Leggera: Alex Schwazer
- Ciclismo: Alessandro Ballan
- Judo: Giulia Quintavalle
- Lotta: Andrea Minguzzi
- Motociclismo: Marco Simoncelli
- Nuoto: Federica Pellegrini
- Pugilato: Roberto Cammarelle, Clemente Russo, Giacobbe Fragomeni e Simona Galassi
- Scherma: Matteo Tagliariol
- Sport paralimpici: Luca Agoletto, Alessandro Franzetti, Paola Protopapa, Graziana Saccocci, Daniele Signore, Fabio Triboli, Paolo Viganò e Maria Poiani Panigati.
- Sport invernali: Renato Pasini e Patrick Staudacher
- Tiro a volo: Francesco D'Aniello e Chiara Cainero

### Società
- 2006:
  - Club Scherma Torino
  - Tiro a segno Nazionale "Sezione di Candela"
  - Circolo del Remo e della Vela Italia
  - Società Canottieri Firenze
  - Tennis Club Milano "Alberto Bonacossa"
- 2007:
  - Tiro a segno Nazionale "Sezione di Trieste"
  - Società Canottieri Cerea
  - Associazione Calcio Milan
  - Società Ginnico Sportiva Fortitudo 1903
  - Società Ginnastica Angiulli
- 2008:
  - A.S.D. La Fratellanza 1874
  - Società Canottieri Nino Bixio Piacenza
  - Yacht Club Adriaco
  - Associazione Ginnastica Virtus Et Labor 1906
  - Football Club Internazionale Milano

## Diplomi d'onore
Sono stati consegnati 10 diplomi d'onore
- Ciclismo: Paolo Bettini
- Motociclismo: Valentino Rossi
- Nuoto: Filippo Magnini e Federica Pellegrini
- Pugilato: Roberto Cammarelle e Stefania Bianchini
- Scherma: Valentina Vezzali
- Sport invernali: Cristian Zorzi
- Tiro con l'arco: Natalia Valeeva
- Vela: Alessandra Sensini

Al termine della cerimonia sono stati premiati privatamente, dal Presidente Petrucci, anche Adelmo Pizzoferrato, delegato CONI in Svizzera, con la stella d'Argento ed Elio Bruno Squillari, delegato CONI per l'Argentina, con la Stella d'Oro.